# Rivière Snigole
Pour les articles homonymes, voir Snigole.
La rivière Snigole est un affluent de la rive nord de la rivière Malbaie coulant généralement vers le sud surtout dans la zec du Lac-au-Sable dans le territoire non organisé du Mont-Élie, puis dans le territoire de la ville de Clermont en fin de parcours, dans la municipalité régionale de comté de Charlevoix-Est, au Québec, au Canada.

## Géographie
Cette rivière coulant surtout en zone forestière comporte une dénivellation de 460 m. Elle coule vers le Sud entre le ruisseau des Américains (côté ouest) et la rivière Jacob (côté est). Après plusieurs séries de rapides, de cascades et de chutes en zone forestière, la rivière Snigole se déverse dans la rivière Malbaie face à la montagne de la Croix.
La rivière Snigole prend sa source au Deuxième lac des Marais (altitude : 519 m) situé du côté sud-est du Mont-Élie dans la zec du Lac-au-Sable. Ce lac sauvage est situé dans une petite vallée forestière et encastrée. Il est enclavé entre des montagnes dont un sommet atteint 799 m à l'est, 930 m au sud et un autre de 750 m à l'ouest. Ce lac porte bien son nom à cause des marais situés sur la rive nord-ouest du lac. Quatre ruisseaux venant du nord-ouest drainent le flanc est du mont Élie via la vallée reliant par le nord le Troisième lac des Marais (bassin versant de la rivière Petit Saguenay) lequel est situé au nord du Deuxième lac des Marais.
À partir de l'embouchure du Deuxième lac des Marais, le courant coule sur environ 14 km selon les segments suivants :
- vers le sud-est notamment en traversant le Premier lac des Marais, jusqu'au barrage à sa décharge ;
- vers le sud en traversant plusieurs séries de rapides et de cascades, et en bifurquant vers l'ouest en fin de segment pour contourner une montagne, jusqu'à un coude de rivière, où un ruisseau venant de l'ouest s'y déverse ;
- vers le sud-est, puis vers le sud, dans une vallée bien encaissée en traversant trois séries de rapides, jusqu'à la confluence du ruisseau des Marais venant de l'ouest en passant sous le pont du chemin des Marais
- vers l'est, jusqu'à sa confluence avec la rivière Malbaie.

La confluence de la rivière Snigole est en amont du barrage qui engendre un élargissement de la rivière Malbaie et à en amont du pont ferroviaire enjambant la rivière Malbaie au centre-ville de Clermont.

## Toponymie
L'origine du terme « Snigole » est incertaine. La première hypothèse serait la déformation du mot anglais sea gull, signifiant goéland ; ces oiseaux dominateurs sont généralement très présents à cet endroit, sauf en hiver. Une seconde hypothèse est que Snigole s'apparente au terme Snieguole signifiant bonhomme de neige en langue lettone. Une troisième hypothèse est que Snigole s'apparente au terme Smigole lequel constitue un prénom rare.
Le toponyme « rivière Snigole » a été officialisé le 5 décembre 1968 à la Banque des noms de lieux de la Commission de toponymie du Québec.